# Nadal Torres Bujosa
Nadal Torres Bujosa (Valldemossa, 1950) és un polític mallorquí, batle de Valldemossa en dues ocasions, del 22 de maig de 2010 fins al juny de 2011 a conseqüència de l'acord de govern signat entre La Valldemossa que Volem, el Grup Independent de Valldemossa (GIV), i Unió Mallorquina (UM) de Valldemossa amb la reedició del pacte, des de juny de 2012 fins al juny de 2014, durant el qual Valldemossa es va agermanar amb Formiguera (Capcir), i de nou des de 2015 sent escollit per majoria absoluta.
Porta dins l'Ajuntament des de la creació del primer consistori com a membre del Grup Independent de Valldemossa, un partit frontissa de dreta regionalista i conservador.